# UFC 31
UFC 31: Locked and Loaded fue un evento de artes marciales mixtas celebrado por Ultimate Fighting Championship el 4 de mayo de 2001 en el Trump Taj Mahal, en Atlantic City, Nueva Jersey, Estados Unidos.

## Historia
Este evento fue el debut profesional del futuro campeón multi-divisional de UFC B.J. Penn.

## Resultados

### Tarjeta preliminar
- Peso wélter: Tony DeSouza vs. Steve Berger

DeSouza derrotó a Berger vía decisión unánime.
- Peso ligero: B.J. Penn vs. Joey Gilbert

Penn derrotó a Gilbert vía TKO (golpes) en el 4:58 de la 1ª ronda.

### Tarjeta principal
- Peso medio: Matt Lindland vs. Ricardo Almeida

Lindland derrotó a Almeida vía decalificación (repetidas faltas) en el 4:21 de la 3ª ronda.
- Peso pesado: Semmy Schilt vs. Pete Williams

Schilt derrotó a Williams vía TKO (golpes) en el 1:26 de la 2ª ronda.
- Peso wélter: Shonie Carter vs. Matt Serra

Carter derrotó a Serra vía KO (golpe giratorio) en el 4:51 de la 3ª ronda.
- Peso semipesado: Chuck Liddell vs. Kevin Randleman

Liddell derrotó a Randleman vía KO (golpes) en el 1:18 de la 1ª ronda.
- Campeonato de Peso Wélter: Pat Miletich (c) vs. Carlos Newton

Newton derrotó a Miletich vía sumisión (bulldog choke) en el 2:50 de la 3ª ronda para convertirse en el nuevo Campeón de Peso Wélter de UFC.
- Campeonato de Peso Pesado: Randy Couture (c) vs. Pedro Rizzo

Couture derrotó a Rizzo vía decisión unánime.